# 经验主义的两个教条
《经验主义的两个教条》是由分析哲学家威拉德·冯·奥曼·蒯因于1951年出版，根据悉尼大学哲学教授彼得·戈弗雷－史密斯先生所言，这篇论文可稱為20世纪哲学中最重要的著作，这篇论文抨击了逻辑实证主义者的两个核心方面︰一方面是在分析真理与综合性事实之间的分析-綜合區別，用蒯因的话解释为一个是与事实相对独立的依据于词语理念的，以及真正依据于事实的；另一方面是讲求任何一种表象可以仅仅通过即时经验而得到的逻辑结构名词就能描述語意的还原论。
全書分为六个章节，最初的四个章节强调分析性，最后两个章节讨论还原论的问题，在这一块把关注点转向了逻辑实证主义者的理论解释，同时也给出了他个人理论的整全觀（整体性）解释。